# Conselheiro de Estado do Reino Unido

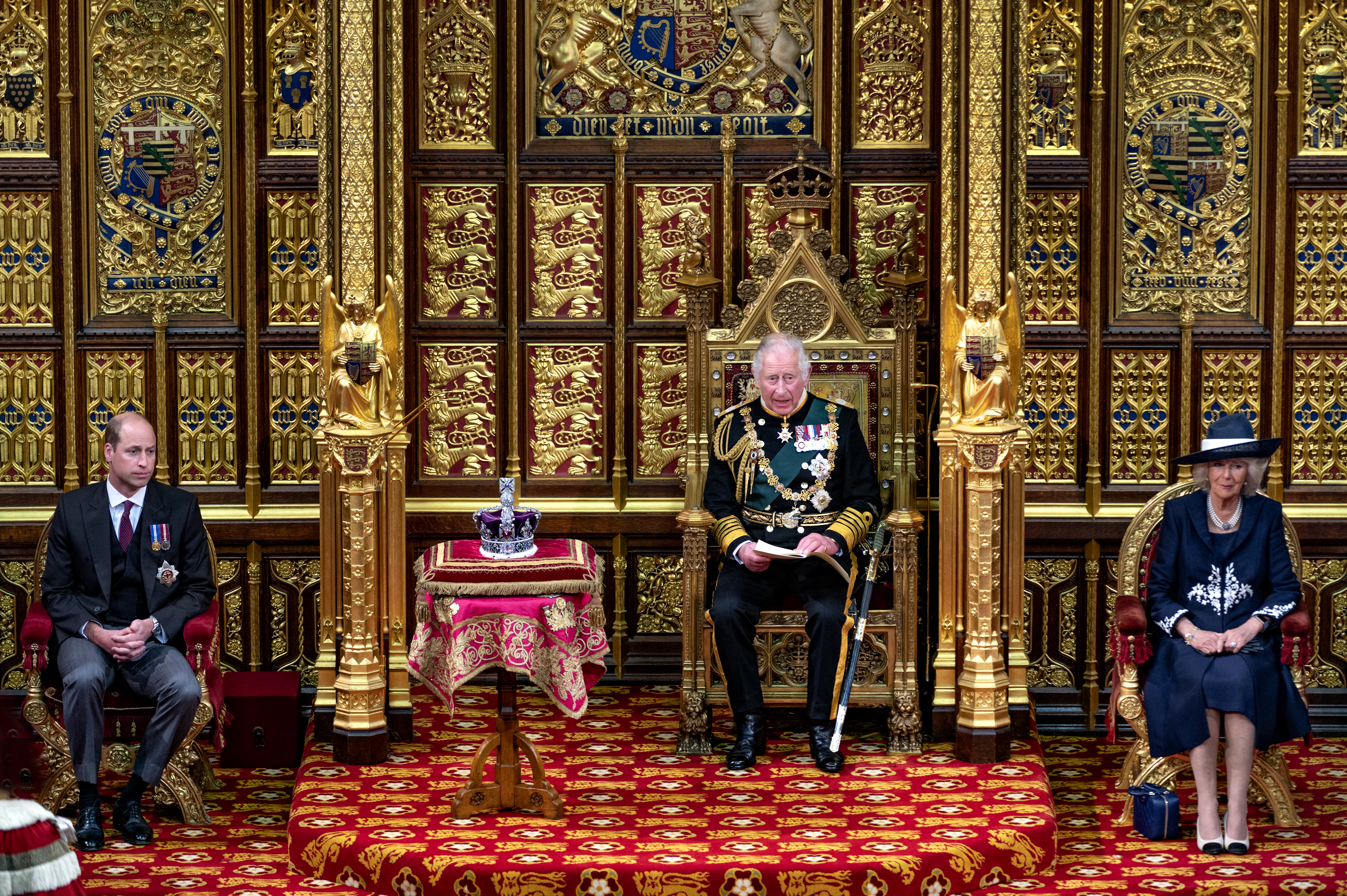
Então príncipe Carlos e príncipe Guilherme como conselheiros, acompanhados pela então Duquesa da Cornualha na abertura do Parlamento em maio de 2022

Conselheiros de Estado são membros seniores da família real britânica a quem o monarca pode delegar e revogar funções reais através de cartas patentes ao abrigo do Grande Selo, para evitar atrasos ou dificuldades no envio de negócios públicos em caso de doença (exceto incapacidade total ) ou de sua ausência intencional ou real do Reino Unido.
Conselheiros de estado podem realizar "as funções reais que podem ser especificadas nas Cartas Patentes". Na prática, isso significa a maioria dos deveres oficiais do monarca, como participar de reuniões do Conselho Privado, assinar documentos de rotina e receber as credenciais de novos embaixadores na Corte de St James's. No entanto, por lei, os conselheiros de Estado não podem conceder graduações, títulos ou títulos de nobreza. Eles também, pelos termos das cartas patentes, não podem lidar com uma série de funções constitucionais essenciais, como assuntos da Commonwealth, a dissolução do Parlamento (exceto por instrução expressa do monarca) e a nomeação de primeiros-ministros. Um raro exemplo ocorreu em 7 de fevereiro de 1974 da Proclamação da Dissolução do Parlamento sendo promulgada pela Rainha Elizabeth, A Rainha Mãe e pela princesa Margarida como Conselheiras de Estado, sob instruções expressas da Rainha Isabel II.
As funções reais devem ser exercidas conjuntamente pelos conselheiros de Estado, mas as cartas patentes podem dispor de outra forma, bem como poderão dispor de outras condições. No entanto, há uma presunção legal de que os conselheiros de Estado devem atuar em conjunto e, como tal, são necessários pelo menos dois para atuar, com a ausência de um possível risco de contestação judicial.
Conselheiros de Estado são o cônjuge do monarca e as quatro pessoas seguintes na linha de sucessão que atendem às seguintes especificações: devem ser súditos britânicos maiores de idade (21 anos, ou 18 anos para o herdeiro aparente e presuntivo) domiciliados no Reino Unido e não desqualificado para se tornar monarca. Durante uma regência, as próximas quatro pessoas elegíveis na linha de sucessão após o regente (e o cônjuge do monarca) podem ser conselheiros.

## História
Os primeiros conselheiros de Estado foram criados em 1911 por uma Ordem do Conselho de Jorge V, e este processo repetiu-se em cada ocasião de ausência ou incapacidade do Rei. [carece de fontes?]
Uma regra para todos os reinados futuros, no entanto, foi estabelecida pelo Regency Act 1937.
Desde a aprovação da Lei da Regência de 1937, as únicas pessoas que foram conselheiros de estado enquanto não eram uma rainha consorte, príncipe ou princesa foram George Lascelles, 7º Conde de Harewood ; Alastair Windsor, 2º Duque de Connaught e Strathearn (embora Windsor tenha sido um príncipe entre 1914 e 1917 e nunca tenha servido na prática durante seu curto mandato); e Maud Carnegie, condessa de Southesk (que tinha direito ao estilo de princesa, mas não o usava). [carece de fontes?] Antes disso, o Lord Chancellor, o Lorde presidente do Conselho, o primeiro-ministro e o Arcebispo da Cantuária havia sido nomeado para o cargo por Jorge V.[carece de fontes?]
Rainha Elizabeth A Rainha Mãe perdeu sua elegibilidade para ser conselheira de estado em 1952 após a morte de seu marido, o rei Jorge VI . A Seção 3 da Lei de Regência de 1953 , no entanto, restaurou sua posição. A disposição era específica para ela, em vez de se aplicar a consortes viúvas em geral, e tornou-se discutível após sua morte em 2002.
Conselheiros de estado foram nomeados pela última vez para a Abertura do Parlamento do Estado em 2022 .
Em setembro de 2022, o The Daily Telegraph relatou que o rei Carlos III queria que a lei fosse alterada para permitir que apenas membros trabalhadores da família real servissem como conselheiros de estado. Isso eliminaria a elegibilidade de membros da família que não exercem funções oficiais, ao mesmo tempo em que criaria a possibilidade de cônjuges de membros de alto escalão e aqueles com posição inferior na linha de sucessão serem chamados e desempenharem o papel.
Questões foram levantadas na Câmara dos Lordes em outubro de 2022 por Lord Stansgate sobre a "adequação" de ter o duque de York e o duque de Sussex como conselheiros de estado quando o primeiro "deixou a vida pública" e o segundo "deixou o país". ". Posteriormente, foi relatado que, em vez de remover os duques da lista de conselheiros de estado, estava sendo proposto que o grupo de conselheiros fosse expandido, possivelmente para incluir a princesa Ana, Princesa Real e o príncipe Eduardo, Conde de Wessex, a fim de criar uma lista mais flexível de conselheiros disponíveis . membros da realeza para substituir o rei, se necessário.
Esperava-se que as mudanças na Lei de Regência fossem apresentadas a tempo de acomodar as viagens ao exterior planejadas para 2023 pelo rei Carlos III, a rainha Camila e o príncipe e a princesa de Gales.
Em 14 de novembro de 2022, o Rei enviou uma mensagem às duas Casas do Parlamento, pedindo formalmente uma mudança na lei que permitiria que a princesa Ana, Princesa Real e o príncipe Eduardo, Conde de Wessex fossem adicionados à lista de conselheiros de estado.  No dia seguinte, um projeto de lei para esse fim foi apresentado ao Parlamento e recebeu o consentimento real em 6 de dezembro, entrando em vigor em 7 de dezembro.

## Lista dos atuais conselheiros de estado
A partir de 7 de dezembro de 2022, os elegíveis para serem nomeados conselheiros de estado de Carlos III são:
| Conselheiro                  | Desde                   | Relação com Monarca       | Ordem de Sucessão | Mudar                                  |
| ---------------------------- | ----------------------- | ------------------------- | ----------------- | -------------------------------------- |
| Camila do Reino Unido        | 8 de setembro de 2022   | Cônjuge                   | N/A               | Adesão ao trono de Carlos III          |
| Guilherme, Príncipe de Gales | 21 de Junho de 2003     | Filho e herdeiro aparente | Primeiro          | Chegou aos 21 anos                     |
| Henrique, Duque de Sussex    | 15 de setembro de 2005  | Filho                     | Quinto            | Chegou aos 21 anos                     |
| André, Duque de Iorque       | 19 de fevereiro de 1981 | Irmão                     | Oitavo            | Chegou aos 21 anos                     |
| Princesa Beatriz             | 8 de setembro de 2022   | Sobrinha                  | Nona              | Adesão ao trono de Carlos III          |
| Eduardo, Duque de Edimburgo  | 7 de dezembro de 2022   | Irmão                     | Décimo terceiro   | Lei dos Conselheiros do Estado de 2022 |
| Ana, Princesa Real           | 7 de dezembro de 2022   | Irmã                      | Décimo sexto      | Lei dos Conselheiros do Estado de 2022 |

Destes sete, o príncipe André e o príncipe Harry não desempenham funções reais. Se o Príncipe Harry deixar de ser domiciliado no Reino Unido, ele se tornará inelegível para ser um conselheiro de estado. Em fevereiro de 2022, no entanto, o príncipe Henrique, Duque de Sussex renovou seu contrato de arrendamento em Frogmore Cottage no Reino Unido, o que significa que ele pode pretender continuar a residir lá. O príncipe André, Duque de Iorque continua qualificado para servir depois de se retirar da maioria das atividades reais; isso provocou reação devido às alegações de abuso sexual feitas contra ele. Caso qualquer um dos indivíduos acima, exceto a Rainha, o Duque de Edimburgo ou a Princesa Real, se torne inelegível ou incapaz de servir, as próximas pessoas elegíveis seriam a Princesa Eugénia e Lady Luísa Windsor. O Príncipe Jorge se tornará automaticamente conselheiro de estado em seu aniversário de 21 anos, em 22 de julho de 2034 (ou em seu aniversário de 18 anos, caso ele seja o herdeiro aparente na época), e substituirá a princesa Beatriz

## Lista de ex-conselheiros de estado
A seguir está uma lista de todas as pessoas que já foram elegíveis para ser um conselheiro de estado, listadas em ordem cronológica:
| Jorge VI (11 de dezembro de 1936 – 6 de fevereiro de 1952)           |                                                 |                                 |                                                                                      |
| Conselheiro                                                          | Periodo                                         | Relação com o Monarca           | Mudar                                                                                |
| Rainha Isabel                                                        | 19 de março de 1937 – 6 de fevereiro de 1952    | Esposa                          | Aprovação da Lei de Regência de 1937                                                 |
| Henrique, Duque de Gloucester                                        | 19 de março de 1937 – 10 de junho de 1974       | Irmão                           | Aprovação da Lei de Regência de 1937                                                 |
| Jorge, Duque de Kent                                                 | 19 de março de 1937 – 25 de agosto de 1942      | Irmão                           | Aprovação da Lei de Regência de 1937                                                 |
| Maria, Princesa Real e Condessa de Harewood                          | 19 de março de 1937 – 25 de dezembro de 1957    | Irmã                            | Aprovação da Lei de Regência de 1937                                                 |
| Alexandra, 2.ª Duquesa de Fife                                       | 19 de março de 1937 – 21 de abril de 1944       | Prima                           | Aprovação da Lei de Regência de 1937                                                 |
| Alastair, 2.º Duque de Connaught e Strathearn Nunca serviu           | 25 de agosto de 1942 – 26 de abril de 1943      | Primeiro primo uma vez removido | Substituído Jorge, Duque de Kent após sua morte                                      |
| Matilde de Fife                                                      | 26 de abril de 1943 – 7 de fevereiro de 1944    | Primo                           | Substituído Alastair, 2.º Duque de Connaught e Strathearn após sua morte             |
| Jorge Lascelles, 7.º Conde de Harewood (Visconde Lascelles até 1947) | 7 de fevereiro de 1944 – 21 de agosto de 1951   | Sobrinho                        | Substituído Matilde de Fife ao atingir a idade de 21 anos                            |
| Princesa Isabel (Duquesa de Edimburgo desde 1947)                    | 21 de abril de 1944 – 6 de fevereiro de 1952    | Filha (herdeira presuntiva)     | Substituído Alexandra, 2.ª Duquesa de Fife ao atingir a idade de 18 anos             |
| Margarida, Condessa de Snowdon                                       | 21 de agosto de 1951 – 10 de março de 1985      | Filha                           | Substituído Jorge Lascelles, 7.º Conde de Harewood ao atingir a idade de 21 anos     |
| Elizabeth II (6 de fevereiro de 1952 – 8 de setembro de 2022)        |                                                 |                                 |                                                                                      |
| Conselheiro                                                          | Periodo                                         | Relação com o Monarca           | Mudar                                                                                |
| Filipe, Duque de Edimburgo                                           | 6 de fevereiro de 1952 – 9 de abril de 2021     | Marido                          | Ascensão ao trono de Elizabeth II                                                    |
| Margarida, Condessa de Snowdon (condessa de Snowdon desde 1961)      | 21 de agosto de 1951 – 10 de março de 1985      | Irmã                            | Já elegível                                                                          |
| Henrique, Duque de Gloucester                                        | 19 de março de 1937 – 10 de junho de 1974       | Tio                             | Já elegível                                                                          |
| Maria, Princesa Real e Condessa de Harewood                          | 19 de março de 1937 – 25 de dezembro de 1957    | Tia                             | Já elegível                                                                          |
| Jorge Lascelles, 7.º Conde de Harewood                               | 6 de fevereiro de 1952 – 9 de outubro de 1956   | Primo                           | Jorge Lascelles, 7.º Conde de Harewood                                               |
| Isabel Bowes-Lyon                                                    | 19 de novembro de 1953 – 30 de março de 2002    | Mãe                             | Aprovação da Lei de Regência de 1953                                                 |
| Eduardo, Duque de Kent                                               | 9 de outubro de 1956 – 26 de agosto de 1965     | Primo                           | Substituiu Jorge Lascelles, 7.º Conde de Harewood ao atingir a idade de 21 anos      |
| Alexandra de Kent                                                    | 25 de dezembro de 1957 – 18 de dezembro de 1962 | Prima                           | Substituiu Maria, Princesa Real e Condessa de Harewood ao atingir a idade de 21 anos |
| Guilherme de Gloucester                                              | 18 de dezembro de 1962 – 15 de agosto de 1971   | Primo                           | Substituiu Alexandra de Kent ao atingir a idade de 21 anos                           |
| Ricardo, Duque de Gloucester                                         | 26 de agosto de 1965 – 14 de novembro de 1966   | Primo                           | Substituiu Eduardo, Duque de Kent ao atingir a idade de 21 anos                      |
| Carlos, Príncipe de Gales                                            | 14 de novembro de 1966 – 8 de setembro de 2022  | Filho (herdeiro)                | Substituiu Ricardo, Duque de Gloucester ao atingir a idade de 18 anos                |
| Ana, Princesa Real (Princesa Real de 1987)                           | 15 de agosto de 1971 – 21 de junho de 2003      | Filha                           | Substituiu Guilherme de Gloucester ao atingir a idade de 21 anos                     |
| Ricardo, Duque de Gloucester                                         | 10 de junho de 1974 – 19 de fevereiro de 1981   | Primo                           | Substituiu Henrique, Duque de Gloucester após sua morte                              |
| André, Duque de Iorque (Duque de York desde 1986)                    | 19 de fevereiro de 1981 – 8 de setembro de 2022 | Filho                           | Substituiu Ricardo, Duque de Gloucester ao atingir a idade de 21 anos                |
| Eduardo, Conde de Wessex (conde de Wessex desde 1999)                | 10 de março de 1985 – 15 de setembro de 2005    | Filho                           | Substituiu Margarida, Condessa de Snowdon ao atingir a idade de 21 anos              |
| Guilherme, Duque de Cambridge (Duque de Cambridge desde 2011)        | 21 de junho de 2003 – 8 de setembro de 2022     | Neto                            | Substituiu Ana, Princesa Real ao atingir a idade de 21 anos                          |
| Henrique, Duque de Sussex (Duque de Sussex desde 2018)               | 15 de setembro de 2005 – 8 de setembro de 2022  | Neto                            | Substituiu Eduardo, Conde de Wessex ao atingir a idade de 21 anos                    |